# Matt Maiellaro
Matthew Gerard Maiellaro, detto Matt (Pensacola, 17 agosto 1966), è uno sceneggiatore, regista, produttore televisivo, doppiatore e musicista statunitense.
È noto soprattutto per essere il co-creatore e sceneggiatore delle serie animate Aqua Teen Hunger Force e Perfect Hair Forever e creatore di 12 oz. Mouse, trasmesse sul blocco televisivo Adult Swim di Cartoon Network. Nel corso della sua carriera ha sceneggiato altre serie televisive, la maggior parte delle quali animate, per la stessa rete.
La sua scrittura è caratterizzata da un umorismo surreale e, talvolta, da un totale disprezzo verso le tradizionali forme di narrazione.

## Biografia
Matthew Gerard Maiellaro, noto semplicemente come Matt Maiellaro, è nato il 17 agosto 1970 a Pensacola, in Florida, dalla madre Rachel Maiellaro. Si è laureato alla Pensacola Catholic High School. Durante le superiori ha iniziato ad appassionarsi di musica rock e ha cominciato a suonare la chitarra elettrica dopo aver provato una chitarra acustica messicana di bassa qualità appartenente a suo padre. Ha iniziato così a prendere lezioni di chitarra per principianti e riuscì a comprarsi una chitarra elettrica professionale mentre sua madre gli comprò un amplificatore. Una delle sue prime chitarre è stata la Hagström. Suona principalmente la Gibson Les Paul ristampata del 1960 che usò durante la produzione dei suoi progetti televisivi futuri tra cui: Aqua Teen Hunger Force (e i DVD correlati), Aqua Teen Hunger Force Colon Movie Film for Theaters e 12 oz. Mouse.
Nel 1999, Maiellaro e il suo amico di lunga data e collaboratore Barry Mills formarono la band Colonial Man Band per un episodio di Space Ghost Coast to Coast. In seguito nello stesso anno rielaborarono la band in Donnell Hubbard, ora formata da Mills alla voce, Maiellaro alla chitarra, Dill Beckman al basso e Hunter McCrae alla batteria. In seguito la band si è scolta, come citato nell'introduzione di Aqua Teen Hunger Force dove dei graffiti recitano “Donnell Hubbard is a dead man” (letteralmente "Donnell Hubbard è un uomo morto"). Maiellaro ha scritto inoltre la sigla di Squidbillies, oltre ad aver suonato tutti gli assoli di chitarra del protagonista Mouse Fitzgerald nella serie animata di sua creazione 12 oz. Mouse.
Maiellaro iniziò ad appassionarsi di animazione con i cartoni del sabato mattina della Warner Bros. come i Looney Tunes. In seguito, tuttavia è stato ispirato nel creare film dell'orrore. Tra le opere televisive che ammira e che usa come fonte di ispirazione per le sue opere sono presenti: Fantasmi, Le avventure di Buckaroo Banzai nella quarta dimensione, Millennium, Hellraiser, Matrix, Die Hard, Il quinto elemento, Strade perdute e Twin Peaks. Le sue preferenze musicali sono: Van Halen e il suo album omonimo, Ozzy Osbourne, Black Sabbath, Priestess, Rush, Rammstein e Amaranthe.

### Carriera

#### Gli inizi
Nel 1988 accettò un'offerta di lavoro come risponditore di mail dei telespettatori di TBS. Nello stesso periodo ha incontrato l'allora amministratore della programmazione Mike Lazzo, col quale ha stretto amicizia. Nel 1990 è stato assunto come assistente di produzione per il film Darkman, dopo che Maiellaro ha contattato Sam Raimi tramite posta elettronica, spedendogli dei cortometraggi di sua creazione. Un anno dopo è diventato aiuto regista, lavorando in film come Basket Case 3: The Progeny, Hellraiser III, Grano rosso sangue II - Sacrificio finale, Ruby in paradiso, I nuovi guerrieri, Mr. McAllister's Cigarette Holder e Cleptomania. Mentre lavorava ad alcuni di questi film e il budget era quasi finito, Lazzo stava sviluppando il concept di un talk show animato e ha deciso di coinvolgere Keith Crofford e Maiellaro per aiutare a comporre la trama e scrivere le sceneggiature.

#### Space Ghost Coast to Coast e Aqua Teen Hunger Force
Nel 1994, Maiellaro è diventato produttore e sceneggiatore di Space Ghost Coast to Coast per Cartoon Network e un anno dopo ha incontrato l'amico e suo frequente collaboratore Dave Willis. Nel 1995 ha scritto l'episodio pilota The Moxy & Flea Show assieme a Matt Harrigan e ha collaborato con altri sceneggiatori come Adam Reed e Matt Thompson. Per un breve periodo, Maiellaro ha anche lavorato insieme a Dave Willis per alcuni film indipendenti, in particolare per il cortometraggio live-action A Day Off.
Intorno a questo periodo ha lavorato per MTV e ha scritto uno spec script per la serie televisiva Una famiglia del terzo tipo di NBC, tuttavia fu scartato a causa della trama ritenuta eccessivamente bizzarra dagli autori.
Nel 1999, Maiellaro e Barry Mills formarono una prima band chiamata Colonial Man Band in occasione di un episodio cancellato di Space Ghost Coast to Coast (in seguito sviluppato come Baffler Meal dell'ottava stagione). La band era formata da Dave Willis al canto e nel ruolo di un colono americano, Barry Mills come cantante, Maiellaro come chitarrista travestito da vampiro, Jay Edwards al basso e Hunter McRea alla batteria. Nello stesso anno, Maiellaro e Mills formarono una band rock ufficiale chiamata Donnell Hubbard, la cui musica fu successivamente utilizzata in alcune opere televisive future in cui Maiellaro ha partecipato. Questa band era formata da: Matt Maiellaro alla chitarra, Barry Mills al canto, Dill Beckman al basso e Hunter McRea alla batteria.
Nel 2000 prese parte alla scrittura dello special in due parti Brak Presents the Brak Show Starring Brak, basato sul personaggio Brak di Space Ghost Coast to Coast. Inoltre assieme a Willis, ha prodotto l'episodio pilota di Aqua Teen Hunger Force per Cartoon Network, il cui concept originale è basato su uno script scartato prodotto dai due durante la sesta stagione di Space Ghost Coast to Coast. Nonostante sia stata considerata inizialmente "una mossa molto poco convenzionale e molto poco professionale" dai dirigenti della rete, la rete ha ordinato una stagione completa della serie.

### Dal 2001 al 2010

#### Perfect Hair Forevere12 oz. Mouse
Dal 2001, col debutto del programma contenitore per adulti Adult Swim in onda a tarda notte su Cartoon Network, Maiellaro ha continuato a lavorare soprattutto per il blocco televisivo. Oltre a scrivere, dirigere e produrre Aqua Teen Hunger Force, ha contribuito alla sceneggiatura di episodi di Sealab 2021 e The Brak Show e ha prestato talvolta la voce ad alcuni personaggi.
Nel 2004 ha co-sceneggiato lo special televisivo Adult Swim Brain Trust (anche noto come Anime Talk Show) e ha creato l'episodio pilota fallito Spacecataz, basato sui personaggi dei Lunamiani e i Plutoniani di Aqua Teen Hunger Force. Inoltre ha co-creato la serie animata Perfect Hair Forever, insieme a Mike Lazzo e Matt Harrigan. Nel 2005 ha creato interamente 12 oz. Mouse, dove ha doppiato il protagonista della serie Mouse Fitzgerald. Alla serie prese parte anche sua moglie Liz Maiellaro nel ruolo della moglie di Mouse. Nello stesso anno ha contribuito ad elementi di sceneggiatura in Squidbillies e ha prodotto il cortometraggio Raydon, inserito nel quarto volume in DVD di Aqua Teen Hunger Force.
Aqua Teen Hunger Force Colon Movie Film for Theaters e Aqua Teen Hunger Force Zombie Ninja Pro-Am
Nel 2006, Maiellaro ha prestato la voce nel doppiaggio inglese della serie anime Ergo Proxy. Nel 2007 ha co-creato, insieme a Willis, il lungometraggio Aqua Teen Hunger Force Colon Movie Film for Theaters e il videogioco Aqua Teen Hunger Force Zombie Ninja Pro-Am per Playstation 2, oltre ad aver creato l'episodio pilota Stiff. Ha fatto anche un'apparizione nel talk show Up Close with Carrie Keagan.
Nel 2008 ha diretto il video musicale del singolo Leda Atomica dei Year Long Disaster, esibendosi in live con la band ad Atlanta, in Georgia. Tra il 2008 e il 2011, lui e Willis hanno creato una trilogia di cortometraggi: Terror Phone, Terror Phone II: The Legend of Rakenstein e Terror Phone III: R3-D1AL3D. Nel 2010 inoltre i due hanno creato un episodio pilota per una serie animata intitolata Soul Quest Overdrive come parte del contest online Big, Über, Network, Sampling organizzato con Burger King, in cui i fan potevano votare il loro cortometraggio preferito. Nonostante l'episodio abbia perso contro Cheyenne Cinnamon and the Fantabulous Unicorn of Sugar Town Candy Fudge (co-creato da Willis insieme a Matt Harrigan), Soul Quest Overdrive è stato scelto per una stagione di sei episodi da Adult Swim. Nello stesso anno, Maiellaro ha presentato un episodio pilota intitolato Neal Show a Fox, tuttavia è stato cancellato.

### Dal 2011 al 2020
Nel 2011 ha annunciato di star lavorando sul film successivamente cancellato Mad Libs con la Appian Way Productions e di aver presentato un episodio pilota intitolato Shredforce a Disney XD che tuttavia non è andato in porto. Nel 2012, Maiellaro ha scritto e pubblicato il suo primo romanzo grafico intitolato Knowbodys, in cui utilizza una struttura di scrittura tradizionale non basata sul surrealismo che caratterizza la maggior parte delle sue opere. Inoltre è stato annunciato che Maiellaro e lo sceneggiatore Grant Dekernion stavano realizzando un progetto animato senza titolo per FX, che in seguito sarebbe diventato noto come Chozen. Nonostante sia stato inizialmente annunciato come co-creatore, ha lavorato esclusivamente come produttore consulente per la serie. Ha presentato inoltre un altro progetto successivamente scartato per Fox intitolato Riviera.
Nel 2014 è tornato a lavorare sulla seria animata Perfect Hair Forever per due versioni del suo episodio finale Muscular Distraction trasmesso durante la celebrazione del pesce d'aprile. Ha lavorato inoltre come produttore nella serie televisiva Yoga Bro di Adult Swim. Nel 2015 ha iniziato a sviluppare un terzo progetto per Fox dal nome Smoking Baby, tuttavia anch'esso fu scartato. Inoltre ha partecipato allo sviluppo della programmazione online di Adult Swim. Nel 2017 ha prestato la voce ai personaggi Bobby e Scott Whalien nella serie animata Benvenuti al Wayne di Nickelodeon.
Nel 2018, in seguito alla cancellazione di uno speciale televisivo basato su Aqua Teen Hunger Force, Adult Swim gli ha consigliato di realizzarne un altro su 12 oz. Mouse che è stato trasmesso nello stesso anno. Con il supporto di Mike Lazzo ha avuto la possibilità di sviluppare successivamente una terza stagione di 10 episodi andati in onda nel 2020.

### Dal 2021
Nel 2022, Maiellaro e Willis hanno creato la serie di cortometraggi animati Aquadonk Side Pieces e il lungometraggio Aqua Teen Forever: Plantasm. A maggio 2022, Fox ha annunciato un nuovo film di sua creazione intitolato Pastacolypse descritto come una "commedia horror di sopravvivenza", animato da Bento Box Entertainment e pubblicato nel 2023 sul servizio di streaming Tubi.
Nel 2023 ha co-creato l'episodio pilota Yenor per Adult Swim assieme a Jim Fortier. Ha rivelato successivamente che l'episodio è stato prodotto in circa tre anni durante la pandemia di COVID-19 per girare le parti live action e produrre l'animazione. Nello stesso anno ha rivelato di essere al lavoro su un altro episodio pilota per Adult Swim intitolato Nunderworld, creato assieme a Ryan Dee Gilmour, descritto come "una commedia horror in stile Grindhouse" e in seguito, Dave Willis ha rivelato che durante la pandemia di COVID-19, lui, Maiellaro e Matt Harrigan hanno presentato ad Adult Swim la bozza di una sceneggiatura per un lungometraggio basato su Space Ghost Coast to Coast. Quest'ultimo è stato cancellato in seguito alla fusione tra la AT&T e Discovery.

## Vita privata
Maiellaro ha conosciuto e successivamente sposato Harriet Elizabeth “Liz” Maiellaro, con la quale ha avuto due figli: Hank e Wyatt Maiellaro. Ha un cugino di nome Todd Maiellaro che risiede in Nebraska e lavora come architetto. Ha inoltre un gatto di nome Roger e un altro di nome Tabby, che è deceduto nel 2017.

## Filmografia

### Attore

#### Televisione
- Space Ghost Coast to Coast – serie animata, 1 episodio (1999)
- Up Close with Carrie Keagan – serie TV, 1 episodio (2007)
- Aqua Teen Hunger Force – serie animata, 1 episodio (2008)

#### Cortometraggi
- Raydon, regia di Matt Maiellaro e Dave Willis (2005)
- Terror Phone, regia di Matt Maiellaro e Dave Willis (2008)
- Terror Phone II: The Legend of Rakenstein, regia di Matt Maiellaro e Dave Willis (2010)
- Terror Phone III: R3-D1AL3D, regia di Matt Maiellaro e Dave Willis (2011)

### Sceneggiatore
- The Moxy & Flea Show – serie animata (1995)
- Space Ghost Coast to Coast – serie animata, 21 episodi (1996-2004)
- Brak Presents the Brak Show Starring Brak – speciale televisivo, 1 episodio (2000)
- Aqua Teen Hunger Force – serie animata, 139 episodi (2000-2015)
- Sealab 2021 – serie animata, 6 episodi (2001-2002)
- The Brak Show – serie animata, 1 episodio (2002)
- Spacecataz – serie animata, 1 episodio (2004)
- Perfect Hair Forever – serie animata, 6 episodi (2004-2005)
- Anime Talk Show – speciale televisivo (2004)
- Raydon, regia di Matt Maiellaro e Dave Willis (2005)
- 12 oz. Mouse – serie animata, 23 episodi (2005-2018)
- Squidbillies – serie animata, 26 episodi (2005-2008)
- Stiff, regia di Matt Maiellaro (2007)
- Busted, regia di Matt Maiellaro (2007)
- Aqua Teen Hunger Force Zombie Ninja Pro-Am – videogioco (2007)
- Terror Phone, regia di Matt Maiellaro e Dave Willis (2008)
- Terror Phone II: The Legend of Rakenstein, regia di Matt Maiellaro e Dave Willis (2010)
- Soul Quest Overdrive – serie animata, 1 episodio (2011)
- Terror Phone III: R3-D1AL3D, regia di Matt Maiellaro e Dave Willis (2011)
- AquaDonk Side Pieces – serie animata, 10 episodi (2022)
- Aqua Teen Forever: Plantasm, regia di Matt Maiellaro e Dave Willis (2022)
- Yenor – episodio pilota (2023)
- Pastacolypse, regia di Matt Maiellaro (2023)

### Produttore
- Space Ghost Coast to Coast – serie animata, 13 episodi (1994-2003)
- Aqua Teen Hunger Force – serie animata, 89 episodi (2000-2015)
- Spacecataz – serie animata, 1 episodio (2004)
- 12 oz. Mouse – serie animata, 23 episodi (2005-2018)
- Aqua Teen Hunger Force Colon Movie Film for Theaters, regia di Matt Maiellaro e Dave Willis (2007)
- Yoga Bro – serie TV (2014)
- Aqua Teen Forever: Plantasm, regia di Matt Maiellaro e Dave Willis (2022)

### Regista
- Aqua Teen Hunger Force – serie animata, 91 episodi (2000-2015)
- Raydon, regia di Matt Maiellaro e Dave Willis (2005)
- 12 oz. Mouse – serie animata, 23 episodi (2005-2018)
- Aqua Teen Hunger Force Colon Movie Film for Theaters, regia di Matt Maiellaro e Dave Willis (2007)
- Sonic Rush Adventure – videogioco (2007)
- Stiff, regia di Matt Maiellaro (2007)
- Busted, regia di Matt Maiellaro (2007)
- Aqua Teen Hunger Force Zombie Ninja Pro-Am – videogioco (2007)
- Terror Phone, regia di Matt Maiellaro e Dave Willis (2008)
- Terror Phone II: The Legend of Rakenstein, regia di Matt Maiellaro e Dave Willis (2010)
- Terror Phone III: R3-D1AL3D, regia di Matt Maiellaro e Dave Willis (2011)
- AquaDonk Side Pieces – serie animata, 10 episodi (2022)
- Aqua Teen Forever: Plantasm, regia di Matt Maiellaro e Dave Willis (2022)
- Yenor – episodio pilota (2023)

### Doppiatore
- Space Ghost Coast to Coast – serie animata, 2 episodi (1998-2003)
- The Brak Show – serie animata, 2 episodi (2001-2002)
- Aqua Teen Hunger Force – serie animata, 47 episodi (2001-2015)
- Spacecataz – serie animata, 1 episodio (2004)
- Perfect Hair Forever – serie animata, 9 episodi (2004-2014)
- 12 oz. Mouse – serie animata, 31 episodi (2005-2007, 2018-2020)
- Aqua Teen Hunger Force Colon Movie Film for Theaters, regia di Matt Maiellaro e Dave Willis (2007)
- Aqua Teen Hunger Force Zombie Ninja Pro-Am – videogioco (2007)
- Benvenuti al Wayne (Welcome to the Wayne) – serie animata, 6 episodi (2017-2018)
- AquaDonk Side Pieces – serie animata, 3 episodi (2022)
- Aqua Teen Forever: Plantasm, regia di Matt Maiellaro e Dave Willis (2022)

## Discografia

### Singoli
- 1999 - Fishin' Hole (con i Donnell Hubbard)
- 1999 - Mosh God (con i Donnell Hubbard)
- 1999 - (I Feel Like) Chicken Tonight (con i Donnell Hubbard)
- 1999 - Frankenstein and Dracula (con i Donnell Hubbard)
- 1999 - Antonio Banderas/Donnell Hubbard's Coming to Town (con i Donnell Hubbard)
- 1999 - Baffler Dog (con i Donnell Hubbard)
- 1999 - F-Off
- 2005 - Push
- 2005 - Look At The Sun
- 2005 - I Love Pussy
- 2005 - Eye Tap-dancing Music
- 2006 - Sololos del Veugo el Pablo
- 2022 - Opening Theme (From "Aqua Teen Forever: Plantasm") (con i Run the Jewels)

### Album in studio
- 2007 - Aqua Teen Hunger Force Colon Movie Film for Theaters Colon the Soundtrack
- 2009 - Aqua Teen Hunger Force – Daytrotter Session
- 2009 - Have Yourself a Meaty Little Christmas

### EP
- 2022 - The Earth bound melon rat's Birthday (con Adam Reed)

## Riconoscimenti
- Annie Awards
  - 2012 - Candidatura per la scrittura in una produzione televisiva per Aqua Teen Hunger Force

## Doppiatori italiani
Da doppiatore è sostituito da:
- Raffaele Palmieri in Aqua Teen Hunger Force